# Gedenkstätte Sachsenberg

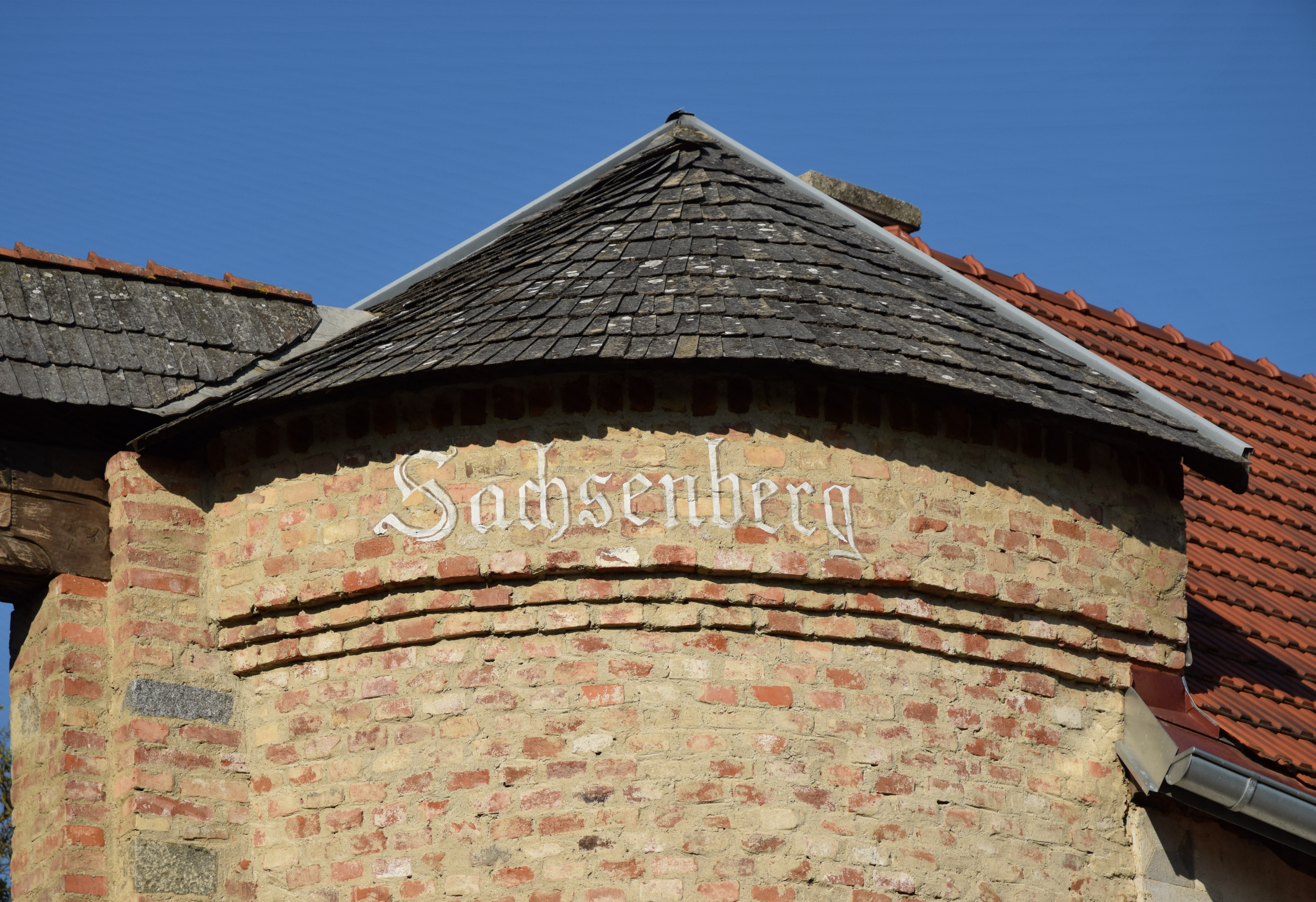
Der halbrunde Turm an der linken Seite des Hauptgebäudes

Die Gedenkstätte Sachsenberg liegt nordwestlich des Bahnhofes von Hadersdorf am Kamp auf einer Anhöhe am südlichen Ende der Kellergasse Sachsenberg.

## Geschichte

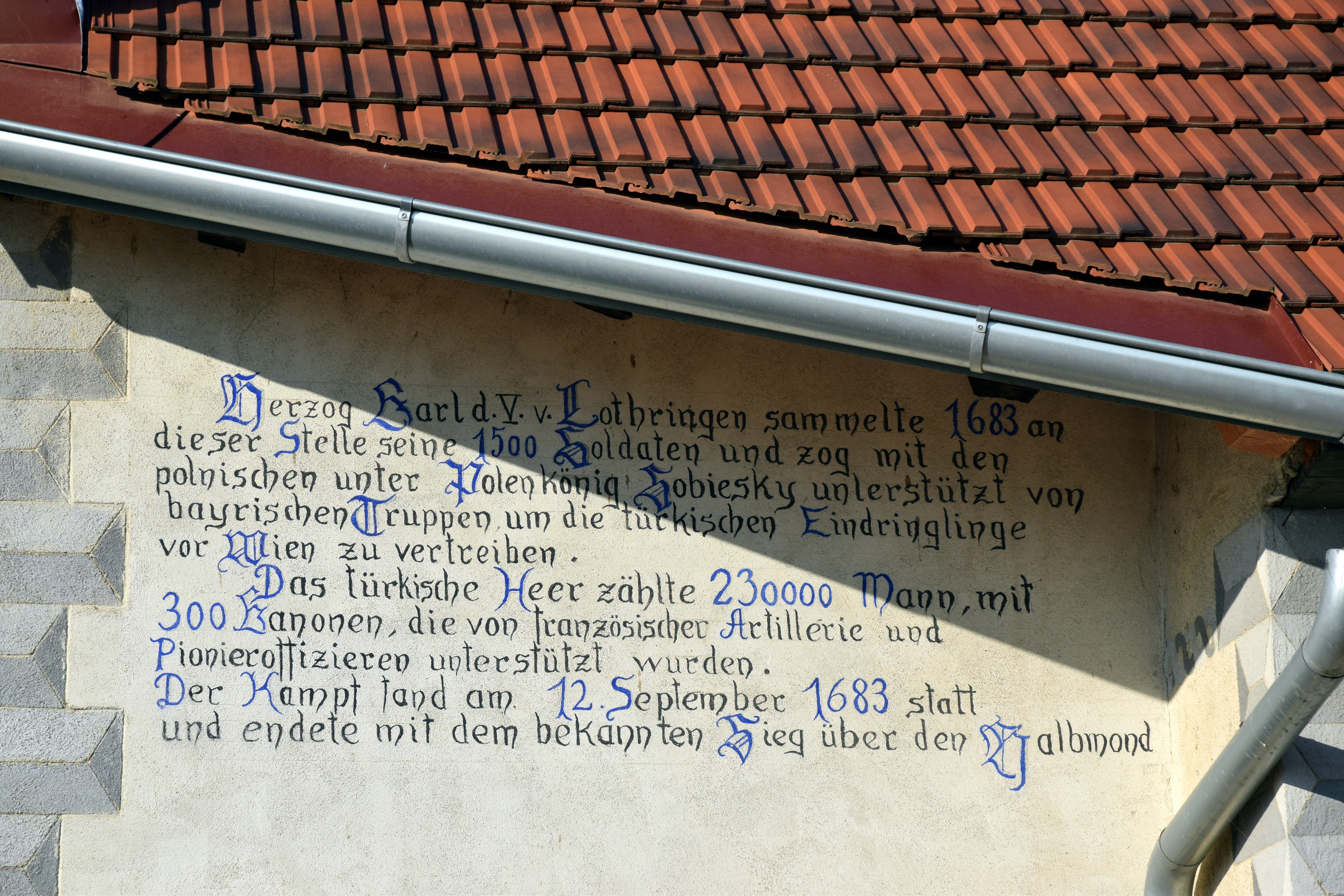
Inschrift an der Gedenkstätte

Nach einer Inschrift an einem der Gebäude vereinigten sich an dieser Stelle die Truppen von Herzog Karl V. von Lothringen mit jenen von Polenkönig Jan Sobieski um gemeinsam die Zweite Wiener Türkenbelagerung zu beenden. Diese Inschrift lautet:
Herzog Karl d. V. v. Lothringen sammelte 1683 an dieser Stelle seine 1500 Soldaten und zog mit den polnischen unter Polenkönig Sobiesky unterstützt von bayrischen Truppen, um die türkischen Eindringlinge vor Wien zu vertreiben.
Das türkische Heer zählte 23000 Mann, mit 300 Kanonen, die von französischer Artillerie und Pionieroffizieren unterstützt wurden.
Der Kampf fand am 12. September 1683 statt und endete mit dem bekannten Sieg über den Halbmond.
Laut anderen Quellen soll die Vereinigung des Entsatzheeres in Tulln erfolgt sein.
Der Name „Sachsenberg“ für den gesamten Höhenzug leitet sich davon ab, dass es sich bei den 1500 Soldaten des Herzogs von Lothringen hauptsächlich um sächsische Soldaten gehandelt hat. Einen weiteren Hinweis auf die Ereignisse des ausgehenden 17. Jahrhunderts gibt die Bezeichnung „Landsknechtplatz“ in Hadersdorf am Kamp, auf dem das Gemeindeamt von Hadersdorf-Kammern liegt.

## Beschreibung der Objekte

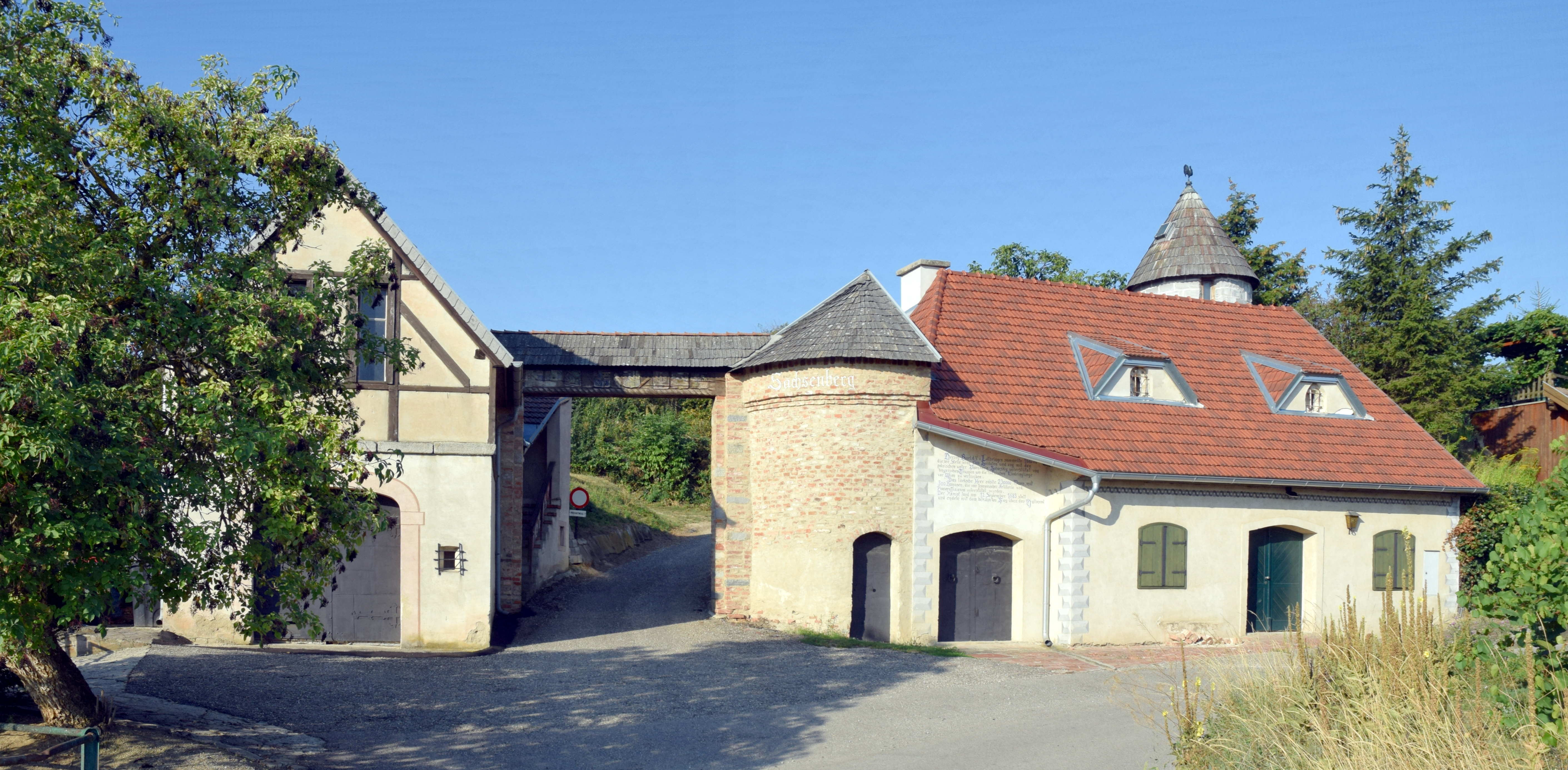
Gesamtansicht der Anlage

Die Anlage besteht aus einem Hauptgebäude mit Turm und einem mit einer Brücke mit dem Hauptgebäude verbundenen weiteren Gebäude an der linken Seite.

### Hauptgebäude
Das zweiachsige ebenerdige Gebäude mit zentralem Segmentbogenportal wird von einem Walmdach mit zwei liegenden Schleppgauben abgeschlossen. Eine geritzte Eckquaderung begrenzt die schlichte Fassade. Die beiden Fenster werden durch Fensterläden verschlossen. Unter der links nach oben zurückweichenden Dachtraufe ist ein weiteres Segmentbogenportal mit der darüber angebrachten und im obigen Abschnitt „Geschichte“ zitierten Inschrift.
Linksseitig bildet ein halbrunder Turm mit Kegeldach und Schindeleindeckung und der Inschrift „Sachsenberg“ den Abschluss des Hauptgebäudes. Dieser Turm wird ebenfalls durch ein Segmentbogenportal erschlossen. Ein weiterer runder Turm mit Kegeldach und Schindeleindeckung, der von einem Wetterhahn bekrönt ist, befindet sich im Hintergrund des Hauptgebäudes.

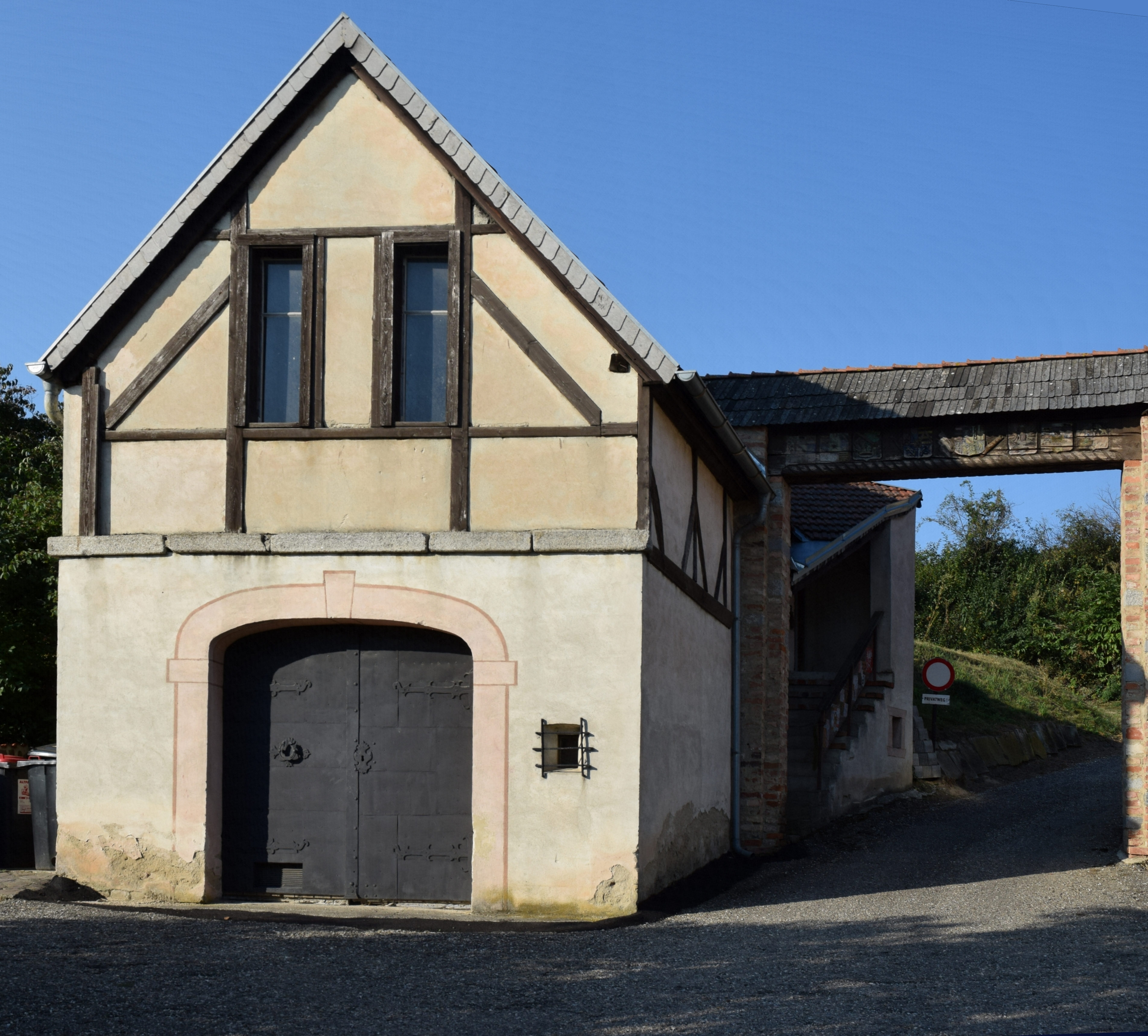
Das Seitengebäude

### Linkes Seitengebäude
Das giebelständige linke Seitengebäude ist durch einen schindelgedeckten Übergang aus Holz Im Bereich der Dachgeschoße mit dem Hauptgebäude verbunden und wird durch ein zweiflügeliges Korbbogenportal aus dunklem Metall erschlossen. An der linken Seite des Portals ist eine kleine vergitterte Fensteröffnung. Den Abschluss des Erdgeschoßes bildet ein Stockwerkgesims aus unverputztem Naturstein. Darüber erhebt sich das Dachgeschoß in Fachwerkbauweise mit zwei hohen Rechteckfenstern im Giebel. Das Gebäude wird durch ein Satteldach abgeschlossen.